# Klokočov (okres Michalovce)
Klokočov (Hongaars: Hajagos) is een Slowaakse gemeente in de regio Košice, en maakt deel uit van het district Michalovce.
Klokočov telt 409 inwoners.